# Tom Sjöstedt
Tom Svanteson Sjöstedt, född 5 september 1975 i Högalids församling, Stockholm, är en svensk kock som utsågs till Årets kock 2008. Sjöstedt deltog i det Svenska kocklandslaget som vann silvermedalj på VM i Luxemburg 2006.

## Biografi
Sjöstedt flyttade vid 5 års ålder från Stockholm till gården Narebo utanför Gusum i Östergötland. Han inledde sin karriär hos sin faster på en golfkrog i Tyskland. Därefter har han varit anställd på Hotell Borgholm hos Karin Fransson, Högbo Brukshotell med Gert Klötzke, Fågelbrohus och av krögaren Pontus Frithiof. Sedan utmärkelsen som Årets kock 2008 har han arbetat som frilans med gästspel på olika restauranger, matlagningskurser och med annan konsultverksamhet. 
Han ingick 2010 i juryn i TV3:s program Stjärnkockarna tillsammans med Melker Andersson, Lisa Förare Winbladh och Edward Blom.  2012–2013 var han programledare för barn-matlagningsprogrammet Fågel, Fisk och marängsviss.
Han driver sedan 2013 restaurangen Lilla Ego på Västmannagatan 69, Stockholm, tillsammans med Daniel Räms, årets kock 2013. Han lagade Nobelmiddagen i Stockholms Stadshus 2017 och 2018.
Sjöstedt ersatte Leif Mannerström som jurymedlem i Sveriges mästerkock fr.o.m. 2021.

### Familj
Han är son till fotografen Svante Sjöstedt och grafiska formgivaren Ann Sjöstedt. Han är sonsons son till Anders Sjöstedt samt sonson till Sture Sjöstedt. Samt brorson till Björn Sjöstedt.
Sjöstedt är äldre bror till författaren Sofie Sarenbrant och bloggaren Tyra Sjöstedt.